# Jindřich Nygrín
Jindřich Nygrín (18. dubna 1890, Velké Hamry ‒ 29. ledna 1962, Ústí nad Orlicí) byl český muzejník, regionální historik, archivář a konzervátor Statní památkové péče.

## Život a dílo
V dubnu 1914 přišel jako úředník C. k. státních drah do Ústí nad Orlicí a železničním zaměstnancem (po r. 1918 u Československých státních drah) zůstal po větší část svého aktivního života. V květnu 1929 se stal v Ústí starostou, když ve volbách kandidoval za Československou stranu národně socialistickou. V tomto úřadu přivítal dne 21. června 1929 při krátké zastávce v Ústí prezidenta Tomáše Garrigua Masaryka, který městem projížděl při soukromé cestě do Rybné nad Zdobnicí za dětmi svého syna Herberta.
Ve funkci starosty města působil Nygrín do prosince 1935 a zasadil se o realizaci některých místních kulturně-společenských aktivit. V květnu 1932 bylo po přestěhování do budovy dnešního městského úřadu znovu otevřeno ústecké muzeum, v červenci 1935 došlo k položení základního kamene k divadlu (dnes Roškotovo divadlo). V prosinci téhož roku byl Nygrín opět zvolen do městské rady s funkcí referenta muzejní a letopisecké komise a v dubnu 1936 byl zvolen předsedou místní osvětové komise. V roce 1937 založil vlastivědný časopis Letopisy kraje a města Ústí nad Orlicí, zaměřený na dějiny a současnost města a jeho blízkého okolí, který sám redakčně vedl. Následkem persekuce v období nacistické okupace bylo na jaře 1941 vydávání Letopisů úředně zakázáno, druhé číslo roku 1941 vydal Nygrín jako soukromá osoba pod názvem Ústí nad Orlicí a okolí v minulosti. I přes výrazné omezení společenských aktivit byl 5. března 1944 pod hlavičkou Klubu českých turistů založen Sbor pro záchranu hradu Lanšperka a Nygrín se stal jeho předsedou.
Bezprostředně po válečných událostech byl Nygrín v květnu 1945 jmenován do ustaveného ONV v Ústí nad Orlicí, kde působil do roku 1948. Od téhož roku byl činný jako městský archivář, poté přešel jako vedoucí do formující se Okresní archivní služby. Poté, co v roce 1950 odešel ze svého zaměstnání u železnice do výslužby, nastoupil 1952 do Okresního archivu, kde pracoval dalších osm let. Jeho zájem o historii jej mimo jiné přivedl ve 20. a 30. letech ke sběratelství starých tisků, které Nygrín příležitostně zapůjčoval k různým výstavám. Část této sbírky daroval ještě za svého života Státní knihovně ČR v Praze (dnes Národní knihovna České republiky), zbývající část byla po jeho smrti jeho blízkými příbuznými rozprodána do antikvariátů.
Zemřel roku 1962 a byl pohřben v rodinné hrobce na Městském hřbitově v Ústí nad Orlicí.
Jeho jméno nese jedna z ústeckých ulic.